# Pólya Zsombor
Pólya Zsombor (Budapest, 1989. január 4.) képzőművész.

## Pályafutása
Többgenerációs művészcsaládból származik, édesanyja Szeitz Tünde iparművész, édesapja Pólya Zoltán fotóművész, apai nagyapja Pólya József festőművész. Középiskolai tanulmányait az ELTE Gyakorló és Általános Iskolában végezte 2004-2008 között. Tanulmányait a Magyar Képzőművészeti Egyetem Intermédia művész szakán folytatta 2010 és 2016 között, itt szerezte meg diplomáját. Műalkotásait elsősorban a konceptualizmus iránya jellemzi, azonban alkotásaiban hangsúlyosan jelenik meg a saját létezésével kapcsolatos kérdések kavalkádja is. Jelenleg Budapesten él és alkot.

## Önálló kiállításai
| Év   | Kiállítás címe                                                          | Helyszín                                          | Város         |
| ---- | ----------------------------------------------------------------------- | ------------------------------------------------- | ------------- |
| 2019 | A rajzkészség gyakorlása                                                | Műtő                                              | Budapest      |
| 2019 | Még meg sem száradt. Kimért képek                                       | ISBN könyv+galéria                                | Budapest      |
| 2019 | Ha nem csinálok semmit, akkor nem állítanak ki. – Nincs új a Nap alatt. | PINCE                                             | Budapest      |
| 2018 | Koncepció tágítás                                                       | Légó Galéria                                      | Budapest      |
| 2018 | Képsor                                                                  | Fiatal Képzőművészek Stúdiója Egyesület Galériája | Budapest      |
| 2018 | Art Marketing– pop-up kiállítás                                         | Art Market – Johannesburg Art Gallery standján    | Budapest      |
| 2017 | Műleírás                                                                | HybridArt Space                                   | Budapest      |
| 2016 | Búcsú                                                                   | Zseb Cafe                                         | Budapest      |
| 2016 | Folyamatban / In Progress                                               | Platán Galéria                                    | Budapest      |
| 2016 | Kilencedik napon                                                        | "Csempe Galéria"                                  | Drégelypalánk |
| 2016 | Egy kiállítás nézői                                                     | FKSE – Projekt Galéria                            | Budapest      |
| 2016 | Tértelenítés                                                            | ArtBázis                                          | Budapest      |
| 2015 | Mi műtárgy?                                                             | Labor Galéria                                     | Budapest      |
| 2015 | Lenyomat                                                                | Fuga – Budapesti Építészeti Központ               | Budapest      |
| 2013 | Festési gyakorlatok                                                     | Mácsai István Galéria                             | Budapest      |
| 2013 | Festési gyakorlatok                                                     | Budapest Jazz Club                                | Budapest      |

## Válogatott csoportos kiállítások
| Év   | Kiállítás címe                                                                         | Helyszín                                                  | Város            |
| ---- | -------------------------------------------------------------------------------------- | --------------------------------------------------------- | ---------------- |
| 2019 | Derkó ’19 Pécs – Derkovits Ösztöndíj beszámoló kiállítás                               | Zsolnay Negyed, m21 Galéria                               | Pécs             |
| 2019 | Mindenki vegyen elő egy lapot!                                                         | Telep                                                     | Budapest         |
| 2019 | Setup                                                                                  | MaMű Galéria                                              | Budapest         |
| 2019 | FUGA 10 év ǀ Aukciós kiállítás a ház minden termében                                   | Fuga – Budapesti Építészeti Központ                       | Budapest         |
| 2019 | FISE Art Craft Design 2019                                                             | Szófiai Magyar Kulturális Intézet                         | Szófia           |
| 2019 | Collector's Choice                                                                     | HotDock project space                                     | Pozsony          |
| 2019 | Derkó 2019 – Képzőművészeti ösztöndíjasok pályázati kiállítása                         | Műcsarnok                                                 | Budapest         |
| 2019 | D-terv – Fiatalok Fotóművészeti Stúdiója kiállítása                                    | ICA-D – Kortárs Művészeti Intézet                         | Dunaújváros      |
| 2018 | Mentőmellény – Derkovits Ösztöndíj beszámoló kiállítás                                 | Zsolnay Negyed – m21 Galéria                              | Pécs             |
| 2018 | We don't play guitars                                                                  | K.A.S Galéria                                             | Budapest         |
| 2018 | Ezek a legszebb éveink? – pályakezdő perspektívák                                      | MODEM Modern és Kortárs Művészeti Központ                 | Debrecen         |
| 2018 | Stúdió '18 – szalon / a jövőt végképp eltörölni                                        | Magyar Képzőművészeti Egyetem – Barcsay terem             | Budapest         |
| 2018 | Project833 pop-up kiállítása                                                           | Labor Galéria                                             | Budapest         |
| 2018 | Working title 2                                                                        | MAGMA Kortárs Művészeti Kiállítótér                       | Sepsiszentgyörgy |
| 2018 | A nagy szenvedély                                                                      | Első Magyar Látványtár Kiállítóháza                       | Tapolca-Diszel   |
| 2018 | Bodies                                                                                 | Fiatal Képzőművészek Stúdiója Egyesület Galériája         | Budapest         |
| 2018 | Derkó 2018 – Képzőművészeti ösztöndíjasok pályázati kiállítása                         | Műcsarnok                                                 | Budapest         |
| 2017 | YG Art Fair – Godot Pop-UP Kiállítás Vásár                                             | Zsilip                                                    | Budapest         |
| 2017 | Art Market Budapest – Magyar Fotóművészek Szövetsége                                   | Art Market – Millenáris                                   | Budapest         |
| 2017 | Photo/book 3.0                                                                         | Petőfi Irodalmi Múzeum                                    | Budapest         |
| 2016 | Nem csak az a művészet, ami drága! Godot Pop-UP Kiállítás Vásár                        | Klauzál téri Vásárcsarnok                                 | Budapest         |
| 2016 | Művészet, Kézművesség, Design – a FISE kiállítása                                      | Szombathelyi Képtár                                       | Szombathely      |
| 2016 | Megfoghatatlan – 20. Esztergomi Fotográfiai Biennále pályázatának budapesti kiállítása | B32 Galéria                                               | Budapest         |
| 2016 | Curated Tables at C/O Berlin Book Days – Puklus Péter installációja                    | Museum für Fotografie / Helmut Newton Foundation          | Berlin           |
| 2016 | 20. Esztergomi Fotográfiai Biennálé                                                    | Magyar Nemzeti Múzeum Vármúzeum – Rondella Galéria        | Esztergom        |
| 2016 | Barlang/Grotta IV., Történet nélkül                                                    | Kuny Domokos Múzeum Vármúzeuma                            | Tata             |
| 2016 | Diplomédia – Intermédia tanszék diploma kiállítása                                     | Magyar Képzőművészeti Egyetem – Barcsay terem             | Budapest         |
| 2016 | És létrejött a kémia – FotóFalu 2015 Kiállítás Vol. II.                                | ArtBázis                                                  | Budapest         |
| 2016 | In-spirál matricakiállítás                                                             | Karton Galéria                                            | Budapest         |
| 2015 | másKÉPp                                                                                | TAT Galéria – Kortárs Művészeti Galéria                   | Budapest         |
| 2015 | Popzene                                                                                | Fiatal Képzőművészek Stúdiója Egyesület /Projekt Galéria/ | Budapest         |
| 2015 | Fresh FIShEs 7.2                                                                       | Fiatal Iparművészek Stúdiója Egyesület Galériája          | Budapest         |
| 2014 | Foto(an)archív                                                                         | Labor Galéria                                             | Budapest         |
| 2014 | Nem túl távoli jelen                                                                   | Fiatal Képzőművészek Stúdiója Egyesület Galériája         | Budapest         |
| 2014 | Képszonettek – Hommage á Bálint Endre (1914-1989)                                      | Fuga – Budapesti Építészeti Központ                       | Budapest         |
| 2013 | Budapest Art Expo Friss VI. – Fiatal képzőművészek nemzetközi biennáléja               | Művészet Malom                                            | Szentendre       |
| 2012 | Két lap – Egy hónap – Kétség                                                           | OSA Archivum/Centrális Galéria                            | Budapest         |
| 2012 | Mona Lisa mosolya II.                                                                  | MODEM Modern és Kortárs Művészeti Központ                 | Debrecen         |
| 2012 | Verziók                                                                                | Lakáskiállítás – Németh Hajnal workshop keretében         | Budapest         |
| 2012 | Éhes szajha morog II.                                                                  | Fiatal Képzőművészek Stúdiója Egyesület Galériája         | Budapest         |
| 2011 | Üzenet Marshall McLuhannak                                                             | Labor Galéria                                             | Budapest         |

## Díjak
| Év   | Díj megnevezése                                                 | Díj típusa/Helyezés                 |
| ---- | --------------------------------------------------------------- | ----------------------------------- |
| 2016 | 20. Esztergomi Fotográfiai Biennálé                             | Magyar Fotóművészek Szövetsége díja |
| 2015 | OMDK – Országos Művészeti Diákköri Konferencia – Fotográfia II. | II. helyezés                        |
| 2013 | OMDK – Országos Művészeti Diákköri Konferencia – Festészet III. | II. helyezés                        |

## Ösztöndíjak
| Év   | Ösztöndíj                                      |
| ---- | ---------------------------------------------- |
| 2019 | Derkovits Gyula képzőművészeti ösztöndíj       |
| 2018 | Derkovits Gyula képzőművészeti ösztöndíj       |
| 2011 | Reinhold és Carmen Würth alapítvány ösztöndíja |

## Tagság
| Év   | Tagság                                           |
| ---- | ------------------------------------------------ |
| 2018 | FFS – Fiatalok Fotóművészeti Stúdiója            |
| 2016 | MFSZ – Magyar Fotóművészek Szövetsége            |
| 2014 | FISE – Fiatal Iparművészek Stúdíója Egyesület    |
| 2012 | MAOE – Magyar Alkotóművészek Országos Egyesülete |
| 2011 | FKSE – Fiatal Képzőművészek Stúdiója Egyesület   |

## Gyűjtemény
- Magyar Nemzeti Múzeum – Budapest
- ICA-D – Kortárs Művészeti Intézet – Dunaújváros
- OSA Archivum/Centrális Galéria- Budapest
- Magyar Fotográfiai Múzeum – Kecskemét
- Pados Gábor magángyűjtemény
- "Csempe Galéria" – Drégelypalánk Művelődési Ház
- Magyar Elektrográfiai Társaság
- Csongrádi Művésztelep – Csongrád

## Munkái, említések
- 2019 Prae.hu – Sziszifuszi munka, avagy a vonal a biztos pont – Pólya Zsombor Vonalkázás című munkájáról – Ács Bálint[44]
- 2019 Új Művészet Online – A gyakorlás hasznáról – Pólya Zsombor kiállítása – Cséka György[3]
- 2019 Új Művészet Online – A rongálás esztétikája – Interjú Pólya Zsomborral – Sirbik Attila[4]
- 2019 Punkt.hu – Fekvőművészet – Cséka György[5]
- 2019 Katalógus – Ezek a legszebb éveink? – A gyenge elbukik – Don Tamás
- 2019 Fotóművészet LXII. évfolyam 2019 1.szám – Audiovizuális stimulus – egy város szerkezete – Telek-Nay Ágnes
- 2019 Artmagazin online – Collector's Choice – megnyitóbeszéd – Sajnos Gergely helyszínelő[14]
- 2019 1971 Párhuzamos különidők – Elképzelés, Elképzelések, különidők – Beke László
- 2019 Artportal – Egy új város jelene, jövője és múltja. D-terv, Dunaújváros – Barkóczi Flóra Archiválva 2020. október 19-i dátummal a Wayback Machine-ben Archiválva 2020. október 19-i dátummal a Wayback Machine-ben[16]
- 2019 Új Művészet – 2019_3 szám – Nem egyszerű képletek-Derkó 2019 – Sinkó István
- 2018 prae.hu – Az Ő bajuk – Nekem mi közöm hozzá? – Ezek a legszebb éveink? – Pályakezdő perspektívák – Ács Bálint[19]
- 2018 Balkon – 2018_12 szám – Így kezdjük el? – Márkus Eszter[45]
- 2018 Balkon – 2018_12 szám – 3 az 1-ben-Több vagy kevesebb – Márkus Eszter[45]
- 2018 Stúdió 60-Gallery By Night – Képsor – Pólya Zsombor
- 2018 Új Művészet – november 2018_10 szám – Fiatal vagyok és fáradt-Ezek a legszebb éveink? Pályakezdő perspektívák – Vass Norbert t[46]
- 2018 Apokrif Irodalmi folyóirat – 2018 tél XI. évfolyam 4. szám – Soha rosszabbat-Az Ezek a legszebb éveink? ciímű, induló képzőművészeket bemutató tárlatról – Veress Dani (kép: hátsó boriító)
- 2018 We don't play guitars – Zine – Nagy Dániel[18]
- 2017 Balkon – 2017_4 szám – Inside express[47]
- 2016 Hellodesign Talent Award – Media Design Nominee[halott link][48]
- 2016 Kortárs Online – Idő, mérték – In progress // Folyamatban – Pólya Zsombor a Platán Galériában – Fazekas Ildikó[8]
- 2016 Katalógus – 20. Esztergomi Fotográfiai Biennálé pályázata, Megfoghatatlan – Kiadó: A Művelődés Háza Esztergom Nonprofit Kft.[49]
- 2016 Fotonlog – Helység kilátással – Baráth Gábor[9]
- 2016 Katalógus – Barlang/Grotta IV., Történet nélkül – Kiadó: Kuny Domokos Múzeum
- 2016 FISE blog – munkaPAD 2[50]
- 2015 Új Művészet online – Camera non obscura – Deák Csillag Archiválva 2019. november 5-i dátummal a Wayback Machine-ben[51]
- 2014 Balkon – 2014_3 szám – Inside express[52]
- 2014 Katalógus – MEGA-PIXEL 2014, 3. Digitális Alkotások Nemzetközi Tárlata – Kiadó: Magyar Elektrográfiai Társaság[53]
- 2013 Balkon – 2013_5 szám – Az idei hó/ IM 2.0, vagy a kooperáció formái – Peternák Miklós[54]
- 2012 Új Művészet – XXIII. évfolyam 11. szám – Az Art Moments képzőművészeti programról – Sárvári Zita Archiválva 2019. május 18-i dátummal a Wayback Machine-ben[55]
- 2012 Katalógus – Kisméretű Elektrográfiai Alkotások Nemzetközi Kiállításai – Kiadó: Magyar Elektrográfiai Társaság
- 2012 Kézikönyv A képzelet világa, rajz és vizuális kultúra 10. Évfolyam tankönyvhöz – Horváth Katalin-Imrehné Sebestyén Margit – Apáczai Kiadó